# Космос-2226
Космос-2226 је један од преко 2400 совјетских вјештачких сателита лансираних у оквиру програма Космос.
Космос-2226 је лансиран са космодрома Плесецк, Русија, 22. децембра 1992. Ракета-носач Циклон-3 је поставила сателит у орбиту око планете Земље. Маса сателита при лансирању је износила 1500 килограма. Космос-2226 је био геодетски сателит.